# Mostri & pirati
Mostri & pirati è una serie televisiva animata di 26 episodi prodotta da Red Whale, Magic Production Group e Mondo TV nel 2007, ed è stata interamente disegnata dal noto fumettista italiano Emilio Urbano. La serie è stata sponsorizzata dalla Kinder e Ferrero per aumentare le vendite dei suoi prodotti distribuendo giochi, gadget e un DVD intitolato Mostri & pirati - L'avventura contenente gli episodi dal 3º al 7º della serie animata.
La prima stagione della serie è stata trasmessa su Italia 1 dal 15 novembre al 27 dicembre 2008. Una seconda stagione, annunciata nel 2010, venne pubblicata il 3 ottobre 2014 sul canale YouTube ufficiale di Mondo TV, ma è stata resa disponibile esclusivamente doppiata in lingua inglese, mentre in italiano è tuttora inedita.

## Personaggi

### La ciurma dell'Aurora
- Milo: giovanissimo pirata, è il protagonista della serie, comandante del veliero Aurora. Molto coraggioso, mostra sempre rispetto nei confronti dei suoi amici e dei suoi avversari. Discende da una famiglia di pirati famosa nell'Isola del Delfino, e come loro è un gentiluomo. È innamorato di Linda. Doppiato da Stefano De Filippis.
- Giambo: un ragazzo non molto alto, porta sempre una benda da pirata sull'occhio; è il carpentiere dell'Aurora, nonché inventore. Doppiato da Alessio De Filippis.
- Jips: una ragazza bionda, navigatore dell'Aurora. Doppiata da Chiara Tomarelli.
- Marina: una ragazza dai capelli color ciclamino, sorella di Giambo, vedetta dell'Aurora e addetta alla carte. Doppiata da Eleonora Reti.
- Pablo: uno scimmione, migliore amico di Milo e nostromo dell'Aurora. Doppiato da Emiliano Reggente.

### La ciurma dell'Eldorado
- Linda: rivale di Milo, è una piratessa di bell'aspetto, capitano del veliero Eldorado e ad un certo punto anche co-capitano dell'Aurora. Finisce per innamorarsi di Milo. Doppiata da Emilia Costa.
- Pedrito Espadon: ex-direttore dell'accademia per pirati Barbanera. Prenderà lui il comando dell'Eldorado durante la visita dei Bula Bula. Doppiato da Vittorio Amandola.
- Vin: vedetta dell'Eldorado. Sarà lui a organizzare l'ammutinamento nei confronti di Linda. Doppiato da Simone Marzola.
- Skorzius: coccodrillo antropomorfo, marinaio dell'Eldorado. Doppiato da Diego Reggente.
- Crosti: crostaceo antropomorfo, cannoniere dell'Eldorado. Doppiato da Emiliano Reggente.

### Altri personaggi
- Professor Montego: docente dell'accademia per pirati Barbanera. Doppiato da Sergio Di Stefano.
- Capitan Tritone: pirata anziano, nonno di Milo. Doppiato da Franco Zucca.
- Capitan Spaccavento: pirata defunto, padre di Linda.
- Capitan Sventura: il più pericoloso pirata di tutti i tempi e di tutti i mari.
- Simon Krill: il nostromo di Capitan Sventura.
- sig. Crocchetta: squalo antropomorfo, chef dell'Isola del delfino. Doppiato da Diego Reggente.
- Skeledon: il mostro che protegge il tesoro di Capitan Sventura.
- Re Bula: sovrano dei Bula Bula. Doppiato da Franco Zucca.
- Luba: principessa dei Bula Bula è oltremodo viziata ed egoista. Doppiata da Valentina Mari.

## Episodi

### Prima stagione
| Nº | Titolo italiano                | Prima TV Italia  |
| -- | ------------------------------ | ---------------- |
| 1  | L'accademia Barbanera          | 15 novembre 2008 |
| 2  | Lo scoglio della luna          | 16 novembre 2008 |
| 3  | Il tesoro di Capitan Sventura  | 22 novembre 2008 |
| 4  | Il mare delle sirene           | 23 novembre 2008 |
| 5  | Il nido del drago              | 29 novembre 2008 |
| 6  | L'isola del nostromo           | 30 novembre 2008 |
| 7  | L'abisso di smeraldo           | 6 dicembre 2008  |
| 8  | La rivincita di Espadon        | 7 dicembre 2008  |
| 9  | I prigionieri di Bula Bula     | 13 dicembre 2008 |
| 10 | L'albero della verità          | 14 dicembre 2008 |
| 11 | I predoni della costa nera     | 20 dicembre 2008 |
| 12 | Il tempio del pesce arcobaleno | 21 dicembre 2008 |
| 13 | L'ultima minaccia              | 27 dicembre 2008 |

### Seconda stagione
| Nº | Titolo italiano                        | Titolo inglese                        | Prima TV USA   | Prima TV Italia |
| -- | -------------------------------------- | ------------------------------------- | -------------- | --------------- |
| 1  | Alla ricerca di tre picche             | In Search of Three Spades             | 3 ottobre 2014 | inedito         |
| 2  | Lo stretto dei mostri che combattono   | The Strait of the Monsters That Fight | 3 ottobre 2014 | inedito         |
| 3  | Il vortice della morte                 | The Vortex of Death                   | 3 ottobre 2014 | inedito         |
| 4  | L'isola sottosopra                     | The Upside Down Island                | 3 ottobre 2014 | inedito         |
| 5  | La maledizione della vita al contrario | The Curse of the Life to the Contrary | 3 ottobre 2014 | inedito         |
| 6  | La banchina delle nebbie               | The Bench of the Fogs                 | 3 ottobre 2014 | inedito         |
| 7  | Il labirinto stregato                  | The Bewitched Labyrinth               | 3 ottobre 2014 | inedito         |
| 8  | L'isola dell'eterna giovinezza         | The Island of Eternal Youth           | 3 ottobre 2014 | inedito         |
| 9  | Il galeone di Capitan Primo            | The Galleon of Captain Primo          | 3 ottobre 2014 | inedito         |
| 10 | La chiave del tesoro                   | The Key to the Treasure               | 3 ottobre 2014 | inedito         |
| 11 | Per correre dietro l'uragano Joe       | To Runs After Hurricane Joe           | 3 ottobre 2014 | inedito         |
| 12 | L'isola di Moloch                      | The Island of Moloch                  | 3 ottobre 2014 | inedito         |
| 13 | Tutti a casa                           | All to Home                           | 3 ottobre 2014 | inedito         |